# Mélanie Engoang
Mélanie Engoang Nguema, née le 25 juillet 1968 à Bitam, est une judokate gabonaise.

## Carrière
Mélanie Engoang évolue d'abord dans la catégorie des moins de 66 kg. Elle est médaillée d'or dans sa catégorie et médaillée de bronze toutes catégories aux Championnats d'Afrique féminins de judo 1991, puis médaillée d'argent dans sa catégorie aux Championnats d'Afrique de judo 1994. Elle est médaillée d'or aux Jeux mondiaux militaires de 1995 ainsi qu'aux Jeux africains de 1995 et termine septième des Championnats du monde de judo 1995. Aux Jeux de la Francophonie 1994 et aux Jeux de la Francophonie 1997, elle prend respectivement les troisième et deuxièmes places. 
Elle concourt ensuite dans la catégorie des moins de 72 kg et est médaillée d'or aux Championnats d'Afrique de judo 1997. Dans la catégorie des moins de 78 kg, elle est médaillée d'or aux Jeux africains de 1999, aux Championnats d'Afrique de judo 2000 et aux Jeux de la Francophonie 2001. Elle est médaillée d'argent des moins de 78 kg aux Championnats d'Afrique de judo 2001, aux Championnats d'Afrique de judo 2002 et aux Championnats d'Afrique de judo 2004 ; elle obtient le bronze aux Championnats d'Afrique de judo 2001 en toutes catégories.
Elle participe aux Jeux olympiques de 1992, 1996, 2000 et 2004 et est le porte-drapeau de la délégation gabonaise en 2000, 2004 et 2008.